# Chasmopodium
Chasmopodium, rod trava iz podtribusa Rottboelliinaedio tribusa Andropogoneae. Postoje dvije vrste iz zapadne tropske Afrike, od Gvineje do DR Konga.

## Vrste
1. Chasmopodium afzelii (Hack.) Stapf
2. Chasmopodium caudatum (Hack.) Stapf